# Caroline Catz
Caroline Catz, ursprungligen Caplan, född 19 oktober 1970 i Manchester, är en brittisk skådespelare inom film, TV, teater och radio. Hon hade en av huvudrollerna i BBC:s All Quiet on the Preston Front. I The Bill spelar hon Rosie Fox, vilket inledde en rad av polisroller: The Vice, Murder in Suburbia och Kommissarie Banks. Hon har dessutom haft en huvudroll i Doc Martin 2004-2022. 
Hon är gift med skådespelaren Michael Higgs.

## Filmografi (urval)
- 1998–2000 – The Bill (TV-serie)
- 2004–2022 – Doc Martin (TV-serie)
- 2012–2016 – Kommissarie Banks (TV-serie)
- 2020 – Ett mord för Dodds (TV-serie)